# Campionato europeo B di pallanuoto
Il Campionato europeo B di pallanuoto (den. uff.: LEN Water Polo European B Championship) è stato una competizione per squadre nazionali che ha costituito il secondo livello della pallanuoto europea fino al 2011.

## Storia
Il torneo maschile è stato disputato in due fasi distinte. Dal 1974 al 1987 si è svolto secondo la formula del girone unico in contemporanea e nella stessa sede del campionato maggiore: la prima classificata disputava uno spareggio promozione con l'ultima classificata del Gruppo A.

Dal 1992 il torneo si è svolto come manifestazione indipendente, in cui le prime sei classificate avevano accesso alle qualificazioni per la competizione continentale di primo livello. Il torneo femminile si è disputato dal 1996 in poi secondo la stessa formula.

I due tornei sono stati soppressi nel 2011 quando è stato modificato il sistema di qualificazione al campionato europeo.

## Edizioni

### Torneo maschile
| Anno | Sede                      | Oro            | Argento       | Bronzo         |
| 1974 | Vienna, Austria           | Cecoslovacchia | Gran Bretagna | Bulgaria       |
| 1977 | Jönköping, Svezia         | Grecia         | Bulgaria      | Cecoslovacchia |
| 1981 | Spalato, Jugoslavia       | Cecoslovacchia | Grecia        | Bulgaria       |
| 1983 | Roma, Italia              | Grecia         | Bulgaria      | Francia        |
| 1985 | Sofia, Bulgaria           | Romania        | Bulgaria      | Polonia        |
| 1987 | Strasburgo, Francia       | Francia        | Polonia       | Grecia         |
| 1992 | Sopron, Polonia           |                |               |                |
| 1994 | Sofia, Bulgaria           | Ucraina        |               |                |
| 1996 | Malta                     | Jugoslavia     |               |                |
| 1998 | Istanbul, Turchia         | Romania        |               |                |
| 2000 | Malta                     | Ucraina        |               |                |
| 2002 | Stoccolma, Svezia         | Polonia        | Ucraina       | Malta          |
| 2004 | Istanbul, Turchia         | Francia        | Moldavia      | Bielorussia    |
| 2007 | Manchester, Gran Bretagna | Montenegro     | Francia       | Bielorussia    |
| 2009 | Lugano, Svizzera          | Turchia        | Francia       | Paesi Bassi    |

### Torneo femminile
| Anno | Sede                      | Oro           | Argento       | Bronzo  |
| 1996 | Lisbona, Portogallo       | Jugoslavia    |               |         |
| 1998 | Praga, Rep. Ceca          | Gran Bretagna |               |         |
| 2000 | Odense, Danimarca         | Gran Bretagna |               |         |
| 2002 | Praga, Rep. Ceca          | Rep. Ceca     |               |         |
| 2004 | Nancy, Francia            | Francia       | Rep. Ceca     | Ucraina |
| 2007 | Praga, Rep. Ceca          | Francia       | Gran Bretagna | Ucraina |
| 2009 | Manchester, Gran Bretagna | Gran Bretagna | Rep. Ceca     | Ucraina |